# ديفيد ديجتياريف
ديفيد ماميفيتش ديجتياريف (الروسية: Давид Мамиевич Дегтярёв)(من مواليد 12 يونيو 1996) هو لاعب رياضي برالمبي كازاخستاني متخصص في رفع الأثقال. احرز ديفيد على الميدالية الذهبية مرتين في سباق 54 متر للرجال. وزن 1 كجم في الألعاب البارالمبية الصيفية (2021 و2024). كما فاز ديجتياريف بالميدالية الذهبية في بطولة العالم لرفع الأثقال لذوي الاحتياجات الخاصة 2021 التي أقيمت في تبليسي، جورجيا.

## حياة مهنية
احتل ديجتياريف في عام 2017 المركز السابع في فئة الرجال بوزن 54 كغم، ضمن بطولة العالم لرفع الأثقال البارالمبية التي أقيمت في مدينة مكسيكو بالمكسيك. حيث في بطولة العالم لرفع الأثقال البارالمبية 2019 التي أقيمت في نور سلطان، كازاخستان، احتل المركز الخامس في فئة الرجال 49 حدث كجم.
فاز ديجتياريف بالميدالية الذهبية في سباق 54 كغم للرجال في أحداث دورة الألعاب البارالمبية الصيفية 2020 التي أقيمت في طوكيو باليابان. كانت هذه أول ميدالية ذهبية يفوز بها رافع أثقال يمثل كازاخستان في الألعاب البارالمبية. وبعد بضعة أشهر، فاز بالميدالية الذهبية في منافساته في بطولة العالم لرفع الأثقال البارالمبية 2021 التي أقيمت في تبليسي، جورجيا.
احرز الميدالية الذهبية في بطولة كأس العالم لرفع الأثقال لذوي الاحتياجات الخاصة في الإمارات العربية المتحدة في ديسمبر 2022، بعد فوزه بوزن 175 كغم. وبمجموع ثلاث محاولات وكسب محصلاً 510 كجم، ايضاً فاز ديفيد بالميدالية الذهبية الثانية في البطولة.
احرز ديجتياريف الميدالية الذهبية في سباق 54 متر للرجال حدث كجم في دورة الألعاب البارالمبية الصيفية 2024 التي ستقام في باريس، فرنسا.

## نتائج
| سنة                         | مكان                        | وزن                         | المحاولات (كجم)             | المحاولات (كجم)             | المحاولات (كجم)             | المجموع                     | رتبة                        |                             |                             |                             |                             |                             |
| سنة                         | مكان                        | وزن                         | 1                           | 2                           | 3                           | المجموع                     | رتبة                        |                             |                             |                             |                             |                             |
| الألعاب البارالمبية الصيفية | الألعاب البارالمبية الصيفية | الألعاب البارالمبية الصيفية | الألعاب البارالمبية الصيفية | الألعاب البارالمبية الصيفية | الألعاب البارالمبية الصيفية | الألعاب البارالمبية الصيفية | الألعاب البارالمبية الصيفية | الألعاب البارالمبية الصيفية | الألعاب البارالمبية الصيفية | الألعاب البارالمبية الصيفية | الألعاب البارالمبية الصيفية | الألعاب البارالمبية الصيفية |
| --------------------------- | --------------------------- | --------------------------- | --------------------------- | --------------------------- | --------------------------- | --------------------------- | --------------------------- | --------------------------- | --------------------------- | --------------------------- | --------------------------- | --------------------------- |
| 2021                        | طوكيو ، اليابان             | 54 كجم                      | 170                         | 172                         | 174                         | 174                         | </img>                      |                             |                             |                             |                             |                             |
| بطولات العالم               |                             |                             |                             |                             |                             |                             |                             |                             |                             |                             |                             |                             |
| 2017                        | مكسيكو سيتي ، المكسيك       | 54 كجم                      | 145                         | 153                         | 154                         | 145                         | 7                           |                             |                             |                             |                             |                             |
| 2019                        | نور سلطان ، كازاخستان       | 49 كجم                      | 162                         | 162                         | 173                         | 162                         | 5                           |                             |                             |                             |                             |                             |
| 2021                        | تبليسي ، جورجيا             | 54 كجم                      | 175                         | 178                         | 186                         | 178                         | </img>                      |                             |                             |                             |                             |                             |